# Меґан Джендрік
Меґан Джендрік  (англ. Megan Jendrick, при народженні Квенн (Quann), 15 січня 1984) — американська плавчиня, олімпійська чемпіонка.

## Виступи на Олімпіадах
| Олімпіада   | Дисципліна                    | Місце  |
| ----------- | ----------------------------- | ------ |
| Сідней 2000 | плавання на 100 метрів брасом | 1      |
| Сідней 2000 | комплексна естафета 4 × 100   | 1      |
| Пекін 2008  | плавання на 100 метрів брасом | 5      |
| Пекін 2008  | комплексна естафета 4 × 100   | AC (2) |